# Vieni avanti cretino

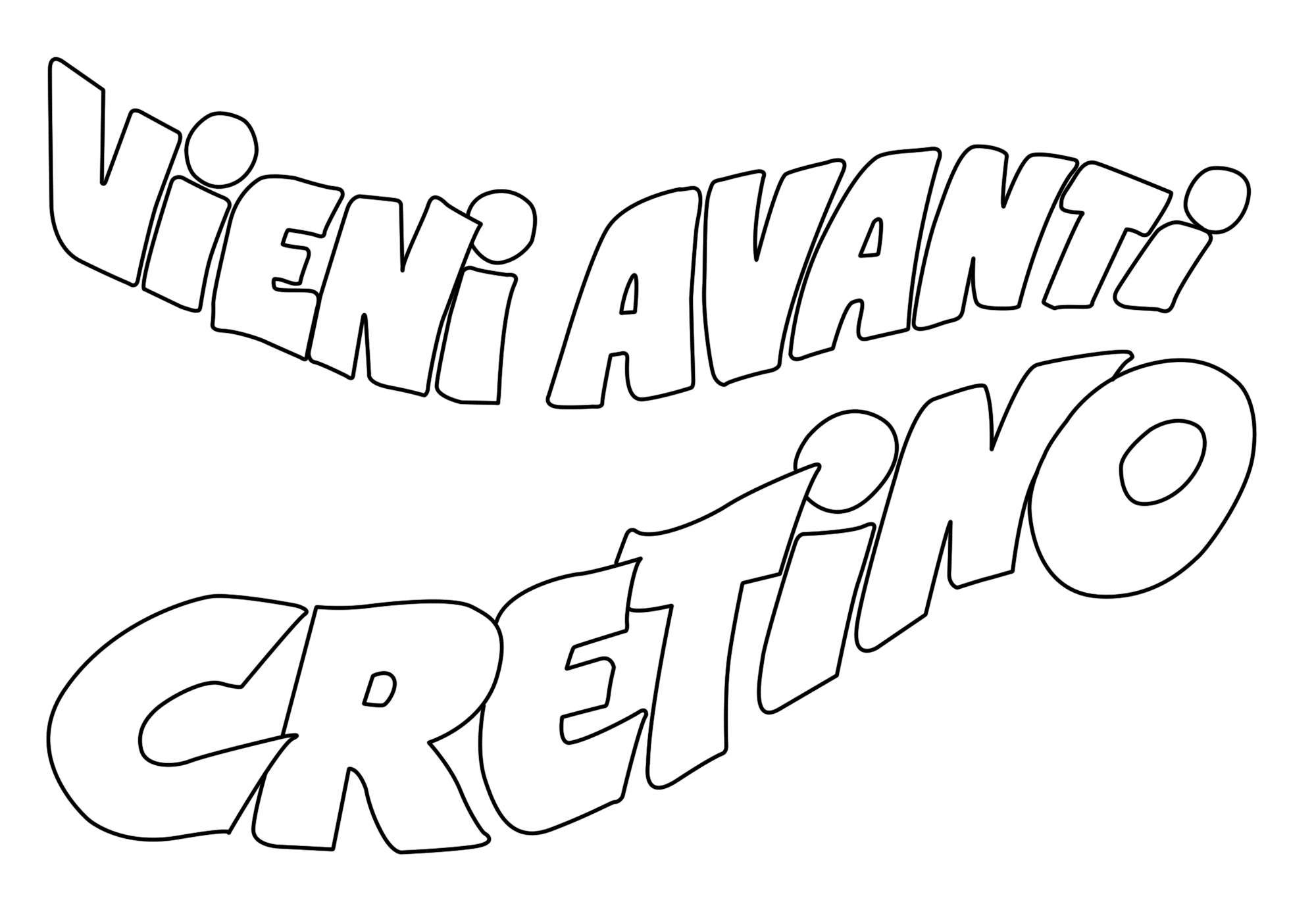
Logo de l'affiche du film Vieni avanti cretino

Vieni avanti cretino (Montre-toi crétin) est un film italien de Luciano Salce sorti en 1982.

## Fiche technique
- Réalisation  : Luciano Salce
- Scénariste : Roberto Leoni
- Producteurs :
- Musique :
- Directeur de la photographie :
- Genre : Comédie
- Durée : 98 minutes

## Distribution
- Lino Banfi : Pasquale Baudaffi
- Franco Bracardi : Gaetano Baudaffi
- Anita Bartolucci : maria
- Ramona Dell'Abate : assistante dentiste
- Gigi Reder : ingénieur
- Jimmy il Fenomeno : Raffaello
- Dino Cassio : prêtre des Pouilles
- Moana Pozzi : secrétaire
- Nello Pazzafini : Gargiulo
- Adriana Russo : cliente du bar
- Mireno Scali : client du bar
- Luciano Salce : lui-même
- Alfonso Tomas : Dr Tomas
- Roberto Della Casa : mari jaloux
- Paolo Paoloni : directeur
- Giulio Massimini : cardinal
- Michela Miti : Carmela